# Universum (classement)
Le groupe Universum, créée en 1988 en Suède, édite chaque année un classement Universum des entreprises les plus « attractives » pour les étudiants (notamment d'écoles de commerce et d'ingénieur) et les professionnels. En 2021, les classements Universum couvrent une soixantaine de pays, le cabinet revendiquant interroger plus d'un million de personnes. Ces classements sont régulièrement repris par la presse,, comme par les entreprises primées elles-mêmes. 
Si les grandes multinationales se taillent habituellement la part du lion, les startups (à l'instar de Michel et Augustin ou Blablacar) ont tendance à leur faire de la concurrence.  